# Pavilhão Municipal Fonte de São Luis
O Pavilhão Municipal Fonte de São Luis (Espanhol:Pabellón Municipal Fuente de San Luis ou valenciano:Pavelló Municipal de la Font de Sant Lluís) é um ginásio multi-uso localizado na cidade de Valência, Espanha no bairro Fuente San Luis de onde originou-se o nome e o apelido do ginásio "La Fonteta".
Foi fundado em 1983 e sedia jogos do Valencia BC na (Liga Endesa e na Euroliga.

## Alguns Detalhes
Com capacidade para aproximadamente 9.000 espectadores, o Pavilhão Municipal Fonte de São Luis tornou-se um dos principais recintos desportivos da cidade de Valência, recebendo não apenas partidas de basquetebol, mas também eventos culturais, concertos e competições de outras modalidades. Ao longo dos anos, o espaço passou por diversas reformas e melhorias estruturais, incluindo atualizações nos sistemas de iluminação, acessibilidade e segurança, de forma a cumprir com os requisitos das competições internacionais, como a Euroliga.
Além de ser a casa do Valencia Basket Club, o pavilhão já foi palco de eventos desportivos de relevo nacional e internacional, incluindo fases finais da Copa del Rey de Baloncesto e encontros da seleção espanhola de basquetebol. O recinto é administrado em colaboração entre o município de Valência e entidades privadas ligadas ao clube, sendo considerado um símbolo do desporto na região da Comunidade Valenciana.